# هیپومنوره
هیپومنوره، که به عنوان دوره‌های کوتاه یا کم‌خون نیز شناخته می‌شود، به جریان خون قاعدگی بسیار سبک اشاره دارد. این حالت برعکس دوره‌های سنگین یا هایپرمنوره است که به‌طور صحیح‌تر به آن منوراژی گفته می‌شود.

## نمای کلی
در برخی از زنان، ممکن است طبیعی باشد که در طول دوره‌های قاعدگی، خونریزی کمتری داشته باشند. کاهش جریان خون ممکن است ژنتیکی باشد و در صورت بررسی، ممکن است مشخص شود که مادر و/یا خواهر، زن نیز در طول دوره‌های قاعدگی خود خونریزی کمتری دارند. بارداری معمولاً می‌تواند با این نوع کاهش جریان خون در طول دوره قاعدگی اتفاق بیفتد. میزان ناباروری در این زنان مشابه زنان با جریان خون طبیعی است. قاعدگی کم‌خون ساختاری ممکن است با فرض وجود یک آرایش غیرمعمول یا حساسیت نسبی دستگاه عروقی اندومتر بهتر توضیح داده شود.

کاهش جریان قاعدگی یک عارضه جانبی رایج از روش‌های پیشگیری از بارداری هورمونی است، مانند قرص‌های ضدبارداری خوراکی، آی‌یودی که هورمون آزاد می‌کنند (مانند میرانا) یا ایمپلنت‌های هورمونی مانند دپو-پروورا. استروژن نسبتاً پایین موجود در بیشتر پیشگیری‌های هورمونی، رشد اندومتر را کاهش می‌دهد، بنابراین مقدار کمی از آندومتر باقی می‌ماند که در طول قاعدگی ریزش کند. بسیاری از زنان این عارضه جانبی را به عنوان یک مزیت در استفاده از پیشگیری‌های هورمونی می‌دانند.
قاعدگی کم‌خون می‌تواند به‌طور طبیعی در انتهای دوران باروری، یعنی بلافاصله پس از بلوغ و بلافاصله قبل از یائسگی، رخ دهد. به این دلیل که در این زمان، تخمک‌گذاری نامنظم است و لایه آندومتر به‌طور طبیعی رشد نمی‌کند. اما مشکلات طبیعی در زمان‌های دیگر نیز می‌توانند باعث کاهش جریان خون شوند. عدم تخمک‌گذاری به دلیل سطح پایین هورمون تیروئید، سطح بالای پرولاکتین، سطح بالای انسولین، سطح بالای آندروژن و مشکلات با سایر هورمون‌ها نیز می‌تواند باعث قاعدگی کم‌خون شود.
با وجود این علل رایج، هیپومنوره هنوز به‌طور فنی یک ناهنجاری در جریان قاعدگی محسوب می‌شود و باید مشکلات پزشکی زمینه‌ای دیگر توسط پزشک بررسی و رد شوند.

## اختلالاتی که باعث قاعدگی کم‌خون می‌شود
- یکی از علل هیپومنوره، سندرم آشرمن (چسبندگی‌های داخل رحمی) است که در آن هیپومنوره (یا آمنوره) ممکن است تنها علامت ظاهری باشد. درجه کمبود قاعدگی راتباط با میزان چسبندگی‌ها دارد.[۲]
- رحمی: کاهش کم‌خون گاهی به این معناست که سطح خونریزی کمتر از حد نرمال است و گاهی زمانی مشاهده می‌شود که حفره آندومتر در حین میومکتومی یا سایر عمل‌های پلاستیک روی رحم کاهش یافته باشد. با این حال، به ندرت نشان‌دهنده هیپوپلازی رحمی است، زیرا وجود این وضعیت در رحمی که به هورمون‌ها پاسخ می‌دهد، نشان‌دهنده کم‌کاری تخمدان است و این خود را با قاعدگی نامنظم (الیگومنوره) به جای قاعدگی کم‌خون نشان می‌دهد.
- عوامل عصبی و عاطفی: عوامل روان‌زایشی مانند استرس یا هیجان بیش از حد می‌توانند باعث هیپومنوره شوند. این عوامل فعالیت مراکز مغزی که تخمدان‌ها را در طول چرخه تخمدانی تحریک می‌کنند (برای ترشح هورمون‌هایی مانند استروژن و پروژسترون) سرکوب کرده و ممکن است منجر به تولید کم این هورمون‌ها شود.
- چربی بدن پایین: ورزش بیش از حد و رژیم‌های غذایی سخت می‌توانند باعث قاعدگی کم‌خون شوند زمانی که نسبت چربی بدن به زیر سطح خاصی کاهش یابد. ممکن است منجر به عدم کامل قاعدگی (که به آن آمنوره نیز گفته می‌شود) شود.[۳]

## تشخیص
آزمایش‌های خونی برای بررسی سطح هورمون‌هایی مانند هورمون محرک فولیکولی (FSH)، هورمون لوتئینه‌کننده (LH)، استروژن، پرولاکتین و انسولین ممکن است انجام شود. در سندرم تخمدان پلی‌کیستیک، سطح انسولین و آندروژن‌ها بالا خواهد بود. یک سونوگرافی می‌تواند ضخامت آندومتر، اندازه تخمدان‌ها، رشد فولیکول‌ها، تخمک‌گذاری و سایر ناهنجاری‌ها را تشخیص دهد. آزمایش‌هایی مانند اتساع و کورتاژ و اسکن MRI گاهی برای تعیین علت جریان خون کم در طول قاعدگی نیاز است.

## درمان
در صورت پیدا نشدن یک ناهنجاری علتی قابل توجه، درمان دیگری جز اطمینان بخشی نیاز نیست. در غیر این صورت، درمان با تشخیص هر گونه ناهنجاری علتی مهم تعیین می‌شود.